# Balaklia
Balaklia (en ucraniano: Балаклія) es una ciudad ucraniana perteneciente al óblast de Járkov. Situada en el noreste del país, es parte del raión de Izium y centro del municipio (hromada) homónimo.

## Toponimia
El nombre de la ciudad en otros idiomas de importancia local es Balakleya (en ruso: Балаклея).  En español es Balakleia.

## Geografía
Balaklia se encuentra en la margen izquierda del Donets y su confluencia de los ríos Balaklika, a unos 100 km al sureste de Járkov. Balaklia es famosa por la variedad de especies de peces en los ríos. Hay muchos bosques y paisajes pintorescos en el municipio de Balaklia a lo largo del río Donets.

### Clima
El clima es moderadamente continental. La temperatura media en verano es 23,9 °C y en invierno, 5,5 °C. La precipitación media anual es de 468 mm.

## Historia
Balaklia fue fundada como un asentamiento cosaco en 1663 por el coronel Yakov Chernihivets y recibió su nombre del río del mismo nombre que desemboca aquí en el Donets. 
En 1731, durante las guerras ruso-turcas, los cosacos crearon aquí una línea defensiva ucraniana, la más famosa de las cuales fue la Fortaleza de San Pedro en el pueblo de Petrivske, cerca de la ciudad de Balaklia.

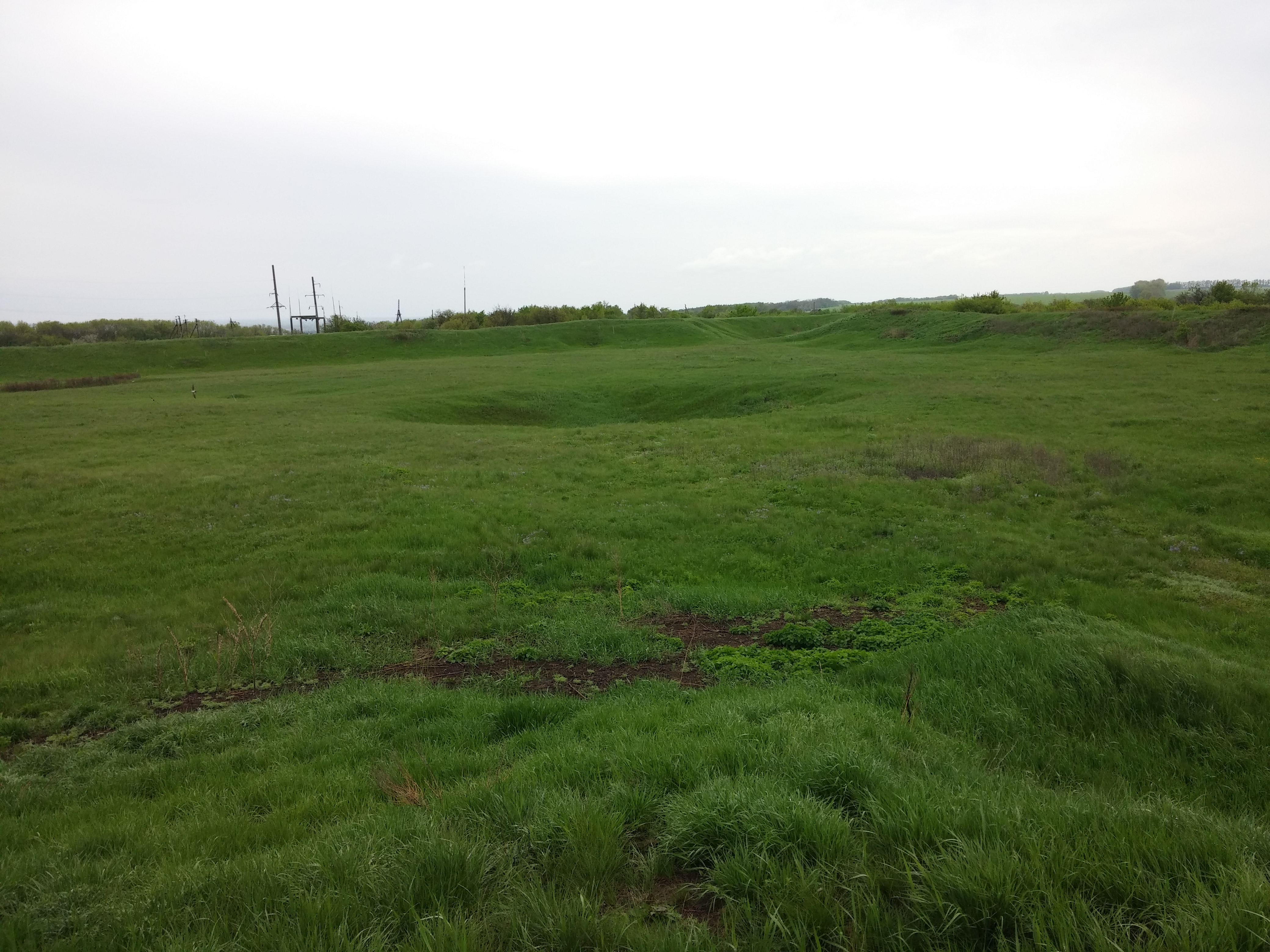
Fortaleza de San Pedro

De 1796 a 1891, el lugar se llamó Novosérpujov en honor a la ciudad rusa de Sérpujov. Balaklia ha sido el centro del distrito desde 1923 y tiene el estatus de ciudad desde 1938. 
Durante la Segunda Guerra Mundial, la ocupación de la ciudad por la Wehrmacht duró del 10 de diciembre de 1941 al 5 de febrero de 1943.
El 23 de marzo de 2017, 20.000 habitantes de Blakleia fueron evacuados después de una serie de explosiones masivas en un depósito de armas cercano de la instalación militar de Balakleia, que almacenaba 138 toneladas de munición. El desastre provocó la muerte de una mujer civil y otros cinco heridos, sin bajas entre los militares. Miles de residentes en un radio de 10 km alrededor del complejo fueron evacuados después, y a fines de marzo, los incendios y las explosiones de armas resultantes en el depósito de municiones en Balakliia habían dañado casi 250 edificios. El 18 de abril, la ciudad y las aldeas cercanas fueron limpiadas de artefactos explosivos sin detonar. El 3 de mayo de 2018, la ignición de hierba seca provocó una nueva serie de explosiones en el depósito. Unos 1.500 lugareños fueron evacuados y no se reportaron víctimas.
Hasta el 18 de julio de 2020, Balaklia fue el centro administrativo del raión de Balaklia. El raión se abolió en julio de 2020 como parte de la reforma administrativa de Ucrania, que redujo el número de rayones del óblast de Járkov a siete. El área del raión de Balaklia se fusionó con raión de Izium.
El 3 de marzo de 2022, en el transcurso de la invasión rusa de Ucrania de 2022, el Ministerio de Defensa ruso declaró que sus tropas, junto con las tropas de los estados satélite de RPD y RPL, tomaron el control de la ciudad de Balaklia y "la liberaron de los batallones nacionalistas". El 6 de septiembre de 2022 Ucrania lanzó una ofensiva sorpresa que consiguió tomar la localidad cercana de Verbivka y se libraron combates en las afueras de la ciudad Finalmente 2 días después el día 8 de septiembre fuerzas ucranianas tomaron la ciudad, la cual fue la primera de la contraofensiva ucraniana en el este que les llevó a recuperar la totalidad del territorio del óblast de Járkov.

## Demografía
La evolución de la población de Balakiya entre 1904 y 2022 fue la siguiente:
| 5197                                                          | 27 000 | 21 325 | 30 470 | 32 820 | 35 737 | 32 408 | 30 949 | 29 307 | 28 868 | 26 334 |
| (Fuente: Cities & Towns of Ukraine y UKRAINE: Größere Städte) |        |        |        |        |        |        |        |        |        |        |

## Economía
Balaklia es un centro industrial y minero de la región de Járkov. Una de las mayores empresas de producción de cemento de Ucrania opera cerca de Balaklia. Admás en Shebelinka, municipio de Balaklia, hay un campo de gas desarrollado que ha estado en funcionamiento desde 1956. El gas se extrae aquí desde una profundidad de 3-5 km.

## Infraestructura

### Arquitectura, monumentos y lugares de interés
La ciudad de Balakliya tiene un pequeño museo regional que trata sobre la historia local, situada en un edificio del siglo XIX.

### Transporte
La ciudad tiene una estación de tren en la línea ferroviaria Járkov-Dombás.

## Galería

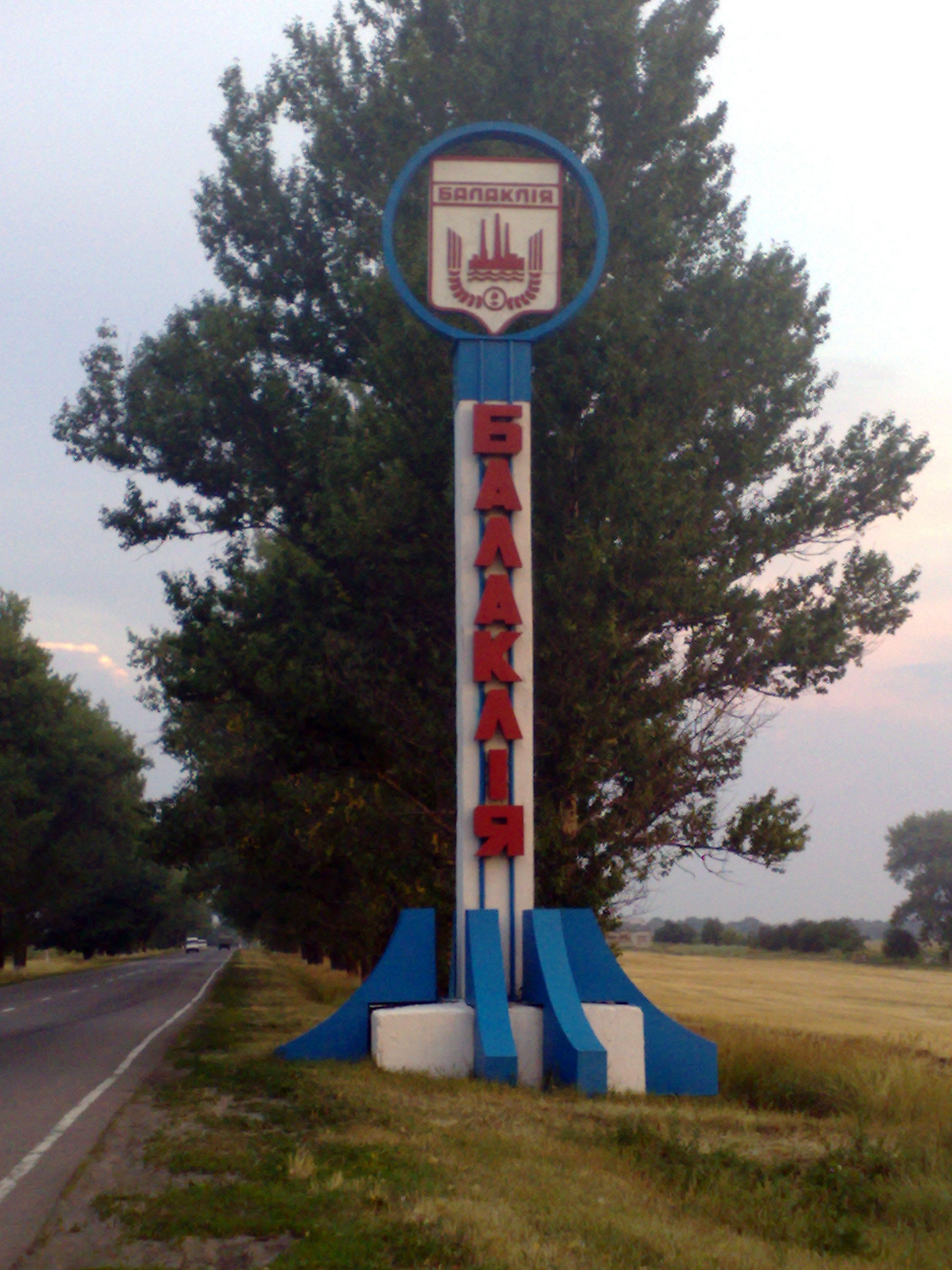
Señal de entrada a Balaklia
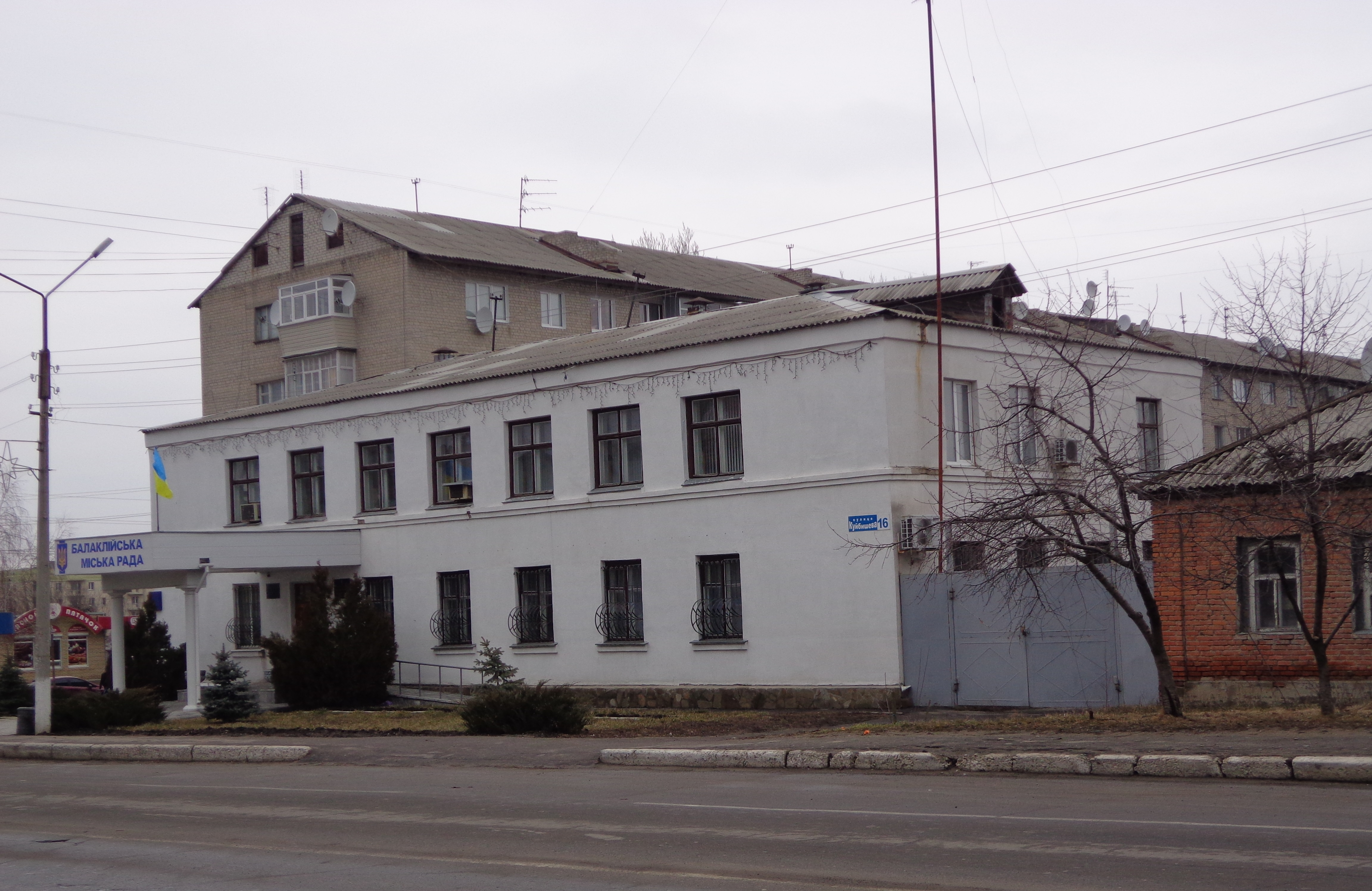
Ayuntamiento de Balaklia
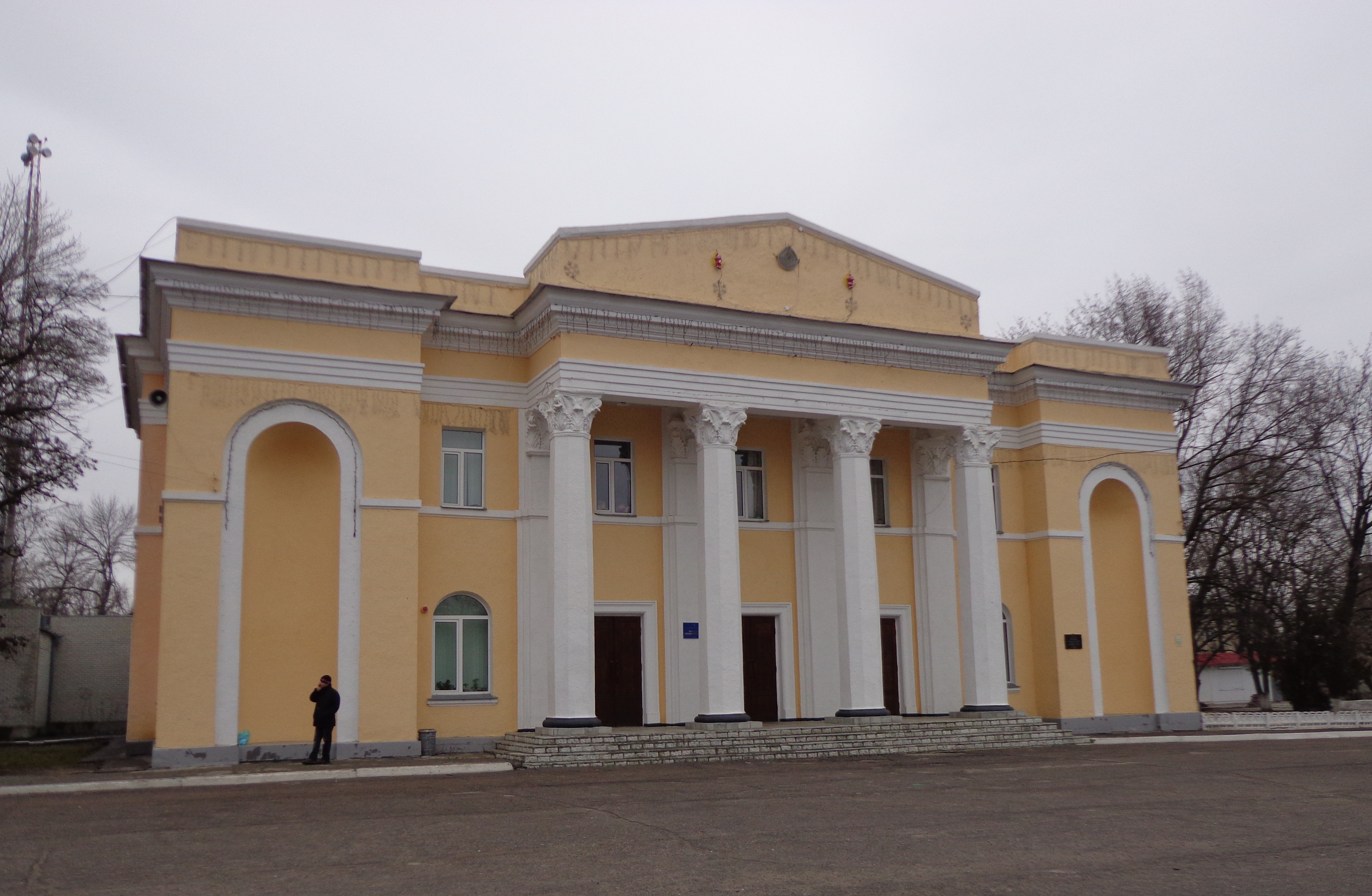
Palacio de cultura de Balaklia
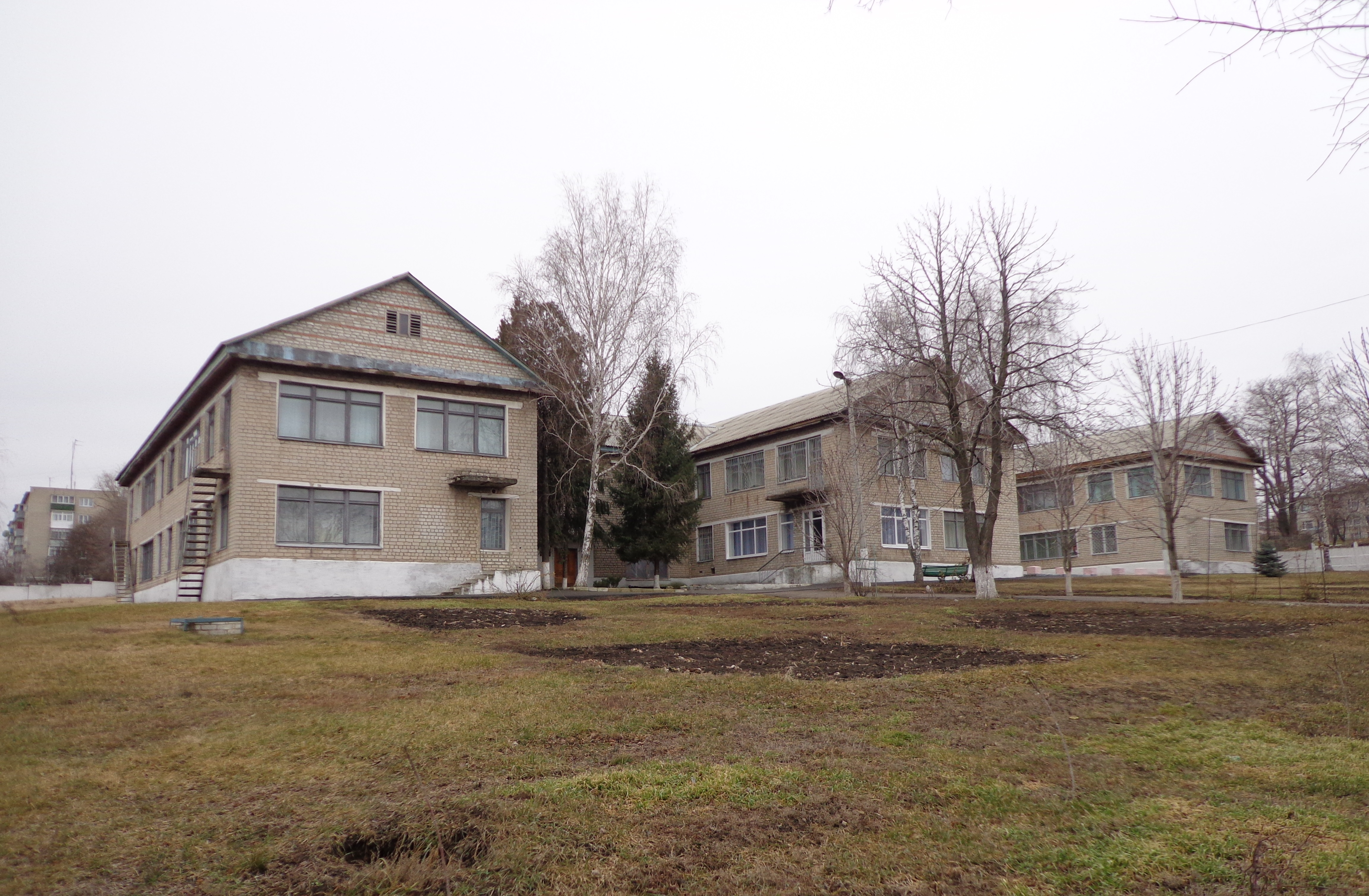
Colegio